# Littenseradeel
| Gemeentegrenzen Wijkgrenzen Buurtgrenzen Autosnelweg Secundaire weg Spoorweg |  |  | ██ Geselecteerde gemeente ██ Bebouwd gebied ██ Bos of park ██ Binnenwater, rivier of kanaal |

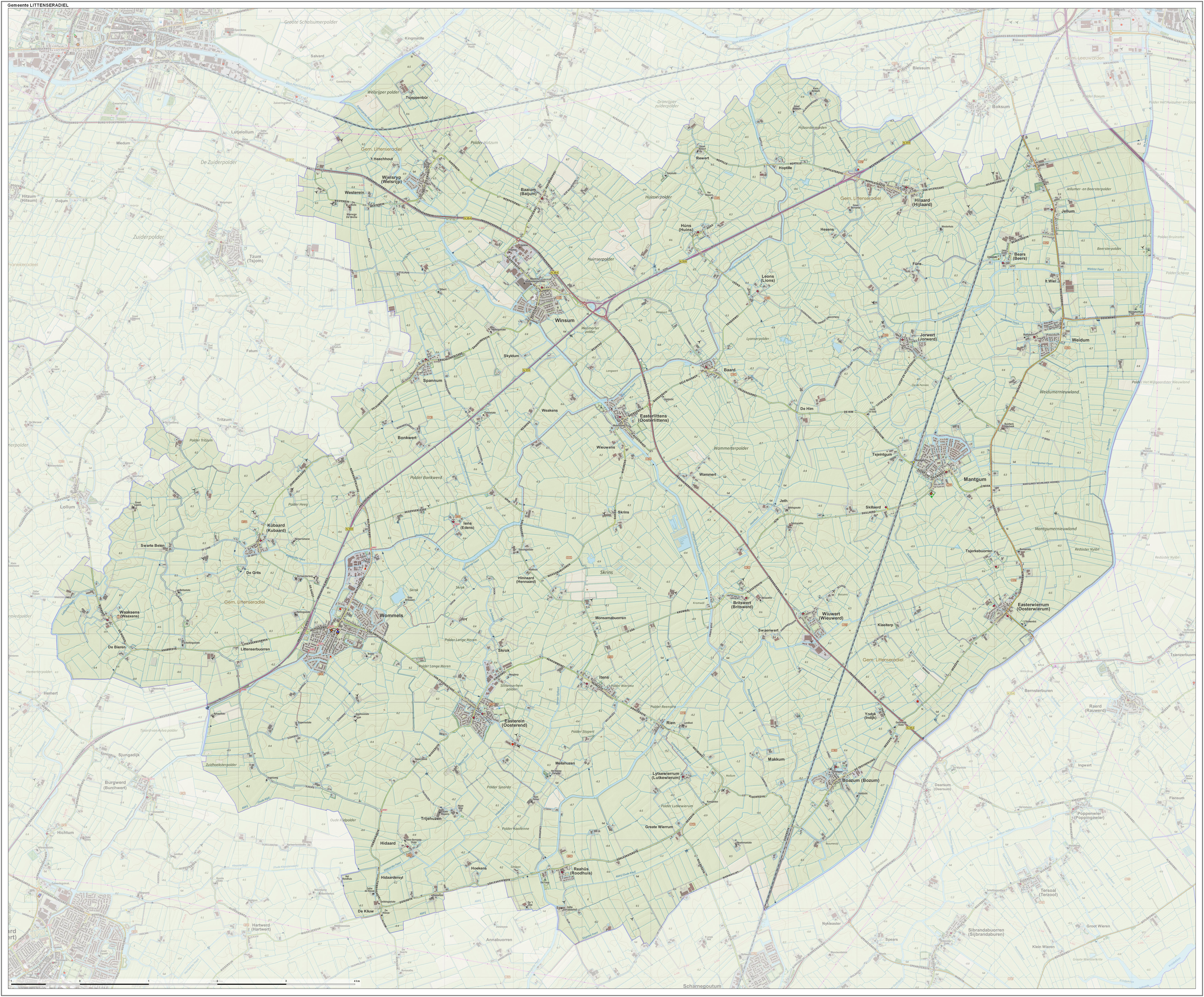
Topografische gemeentekaart van Littenseradiel

Littenseradiel en omgeving

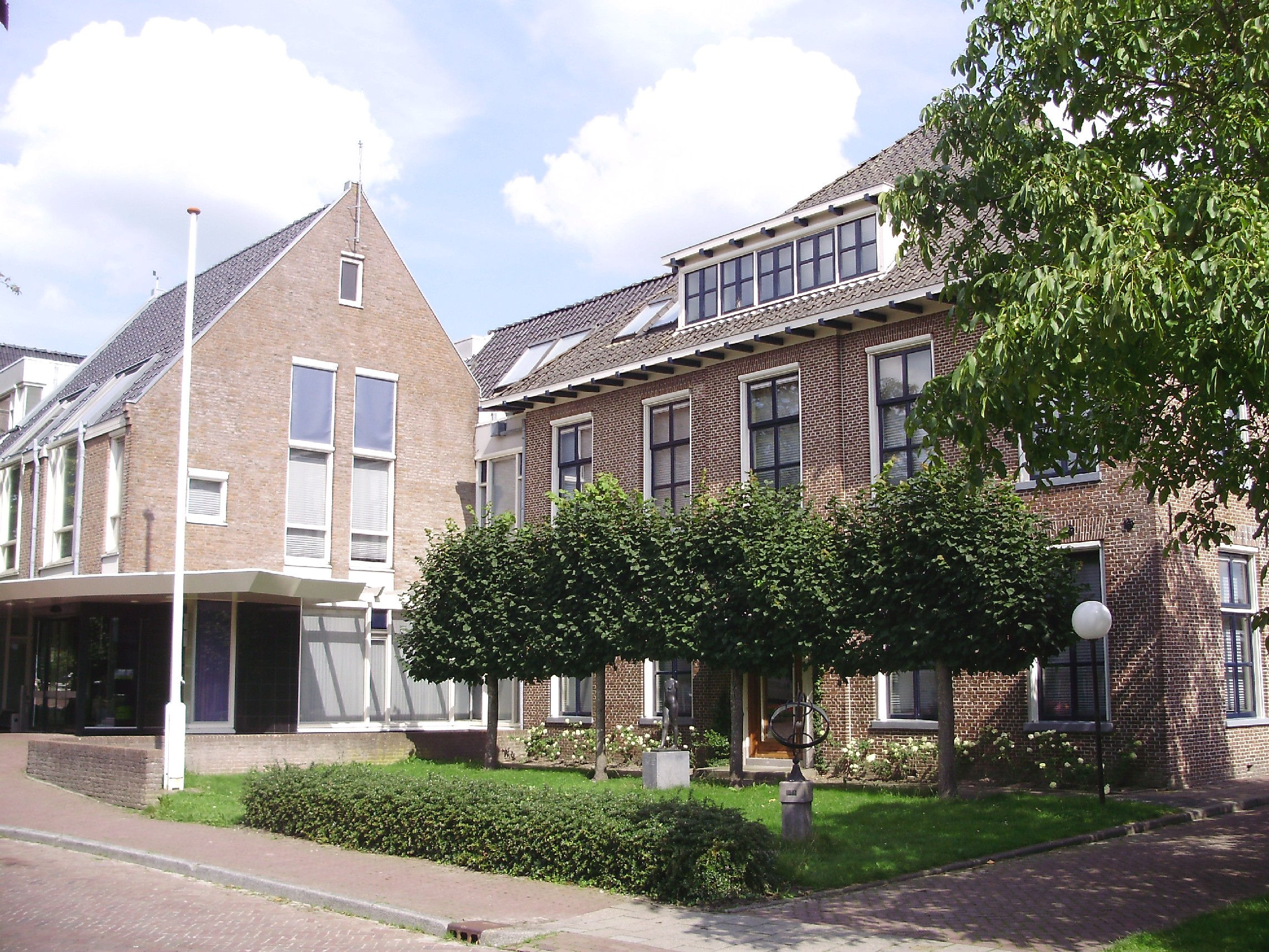
Gemeentehuis van Littenseradeel (2008)

Littenseradiel (uitspraakⓘ) (Fries: Littenseradiel (uitspraakⓘ)) was een gemeente in de Nederlandse provincie Friesland tussen 1984 en 2018. De gemeente had in 2017 10.878 inwoners en een oppervlakte van 132,60 km², waarvan 1,76 km² water.
De gemeente werd na de gemeentelijke herindeling op 1 januari 1984 gevormd door de fusie van de voormalige gemeenten Baarderadeel en Hennaarderadeel.
Op 26 januari 1985 werd de officiële naam gewijzigd in het Friestalige Littenseradiel.

## Herindeling 1984
De vorming van de nieuwe gemeente Littenseradiel was onderdeel van de grote gemeentelijke herindeling in Friesland die in 1984 haar beslag kreeg en moest leiden tot gemeenten met ten minste 10.000 inwoners. Aanvankelijk had men voor deze nieuwe gemeente de naam De Greidslachte bedacht, maar daar was weinig enthousiasme voor. De colleges van B&W van de twee te fuseren gemeenten schreven daarop een prijsvraag uit voor een nieuwe naam. Hieruit kwam een lijst met circa 90 namen, waaruit de colleges de voorkeur gaven aan Greidegea, Slachtelân of Littingeradeel [sic]. Uiteindelijk werd in de herindelingswet de nieuwe gemeente dus Littenseradeel genoemd.
Nog in januari van 1984 besloot de nieuwe gemeenteraad de naam van de gemeente te 'verfriezen' tot Littenseradiel, een wijziging die een jaar later inging.

## Herindeling 2018
In juni 2013 besloot de gemeenteraad van Littenseradiel tot opdeling van de gemeente richting de buurgemeenten Súdwest-Fryslân (15 dorpen), Leeuwarden (10 dorpen) en de nieuw te vormen gemeente in Noordwest-Friesland die uiteindelijk Waadhoeke is gaan heten (4 dorpen). Welsrijp, Baijum, Winsum en Spannum gingen naar Waadhoeke. Leeuwarden kreeg Baard, Bears, Easterlittens, Hylaard, Huins, Jellum, Jorwert, Lions, Mantgum en Weidum. De overige dorpen gingen naar Súdwest-Fryslân. De herindeling ging in per 1 januari 2018.

## Plaatsen
De gemeente Littenseradiel telde 29 dorpen en diverse buurtschappen. De hoofdplaats was Wommels. Sinds 1993 waren de Friese plaatsnaamaanduidingen de officiële (*). De plaatsnaamborden in de gemeente waren eentalig Fries.

### Dorpen
Aantal inwoners per dorpsgebied op 1 januari 2015:
| Nederlandse naam | Friese naam*  | Inwoners | Huidige gemeente |
| ---------------- | ------------- | -------- | ---------------- |
| Wommels          | Wommels       | 2.220    | Súdwest-Fryslân  |
| Mantgum          | Mantgum       | 1.172    | Leeuwarden       |
| Winsum           | Winsum        | 1.053    | Waadhoeke        |
| Oosterend        | Easterein     | 964      | Súdwest-Fryslân  |
| Weidum           | Weidum        | 580      | Leeuwarden       |
| Welsrijp         | Wjelsryp      | 467      | Waadhoeke        |
| Oosterlittens    | Easterlittens | 462      | Leeuwarden       |
| Bozum            | Boazum        | 408      | Súdwest-Fryslân  |
| Oosterwierum     | Easterwierrum | 334      | Súdwest-Fryslân  |
| Jorwerd          | Jorwert       | 337      | Leeuwarden       |
| Hijlaard         | Hilaard       | 310      | Leeuwarden       |
| Spannum          | Spannum       | 288      | Waadhoeke        |
| Wieuwerd         | Wiuwert       | 276      | Súdwest-Fryslân  |
| Itens            | Itens         | 245      | Súdwest-Fryslân  |
| Kubaard          | Kûbaard       | 252      | Súdwest-Fryslân  |
| Baard            | Baard         | 186      | Leeuwarden       |
| Roodhuis         | Reahûs        | 178      | Súdwest-Fryslân  |
| Jellum           | Jellum        | 146      | Leeuwarden       |
| Britswerd        | Britswert     | 123      | Súdwest-Fryslân  |
| Rien             | Rien          | 116      | Súdwest-Fryslân  |
| Hidaard          | Hidaard       | 132      | Súdwest-Fryslân  |
| Beers            | Bears         | 131      | Leeuwarden       |
| Baijum           | Baaium        | 121      | Waadhoeke        |
| Huins            | Húns          | 110      | Leeuwarden       |
| Waaxens          | Waaksens      | 88       | Súdwest-Fryslân  |
| Lutkewierum      | Lytsewierrum  | 71       | Súdwest-Fryslân  |
| Hennaard         | Hinnaard      | 47       | Súdwest-Fryslân  |
| Edens            | Iens          | 35       | Súdwest-Fryslân  |
| Lions            | Leons         | 26       | Leeuwarden       |

Bron: Website gemeente Littenseradiel el 

### Buurtschappen
Naast de dorpen bevonden zich in de gemeente de volgende buurtschappen:
| Nederlandse naam | Friese naam*   | Dorpsgebied  |
| ---------------- | -------------- | ------------ |
| De Bieren        | De Bieren      | Waaxens      |
| Bonkwerd         | Bonkwert       | Spannum      |
| De Grits         | De Grits       | Kubaard      |
| De Hem           | De Him         | Baard        |
| De Klieuw        | De Kliuw       | Hidaard      |
| Driehuizen       | Trijehuzen     | Hidaard      |
| Fons             | Fûns           | Jorwerd      |
| Grotewierum      | Greate Wierrum | Lutkewierum  |
| Het Hooghout     | 't Heechhout   | Welsrijp     |
| Hezens           | Hesens         | Jorwerd      |
| Hidaarderzijl    | Hidaardersyl   | Hidaard      |
| Hoekens          | Hoekens        | Hidaard      |
| Hoptille         | Hoptille       | Hijlaard     |
| Indijk           | Yndyk          | Bozum        |
| Jet              | Jeth           | Britswerd    |
| Kerkeburen       | Tsjerkebuorren | Oosterwierum |
| Kleiterp         | Klaeiterp      | Wieuwerd     |
| Makkum           | Makkum         | Bozum        |
| Meilahuizen      | Meilahuzen     | Oosterend    |

| Nederlandse naam   | Friese naam*       | Dorpsgebied   |
| ------------------ | ------------------ | ------------- |
| Montsamaburen      | Montsamabuorren    | Hennaard      |
| Rewerd             | Rewert             | Huins         |
| Schildum           | Skyldum            | Winsum        |
| Schillaard         | Skillaerd          | Mantgum       |
| Schrins            | Skrins             | Oosterlittens |
| Schrok             | Skrok              | Oosterend     |
| Slijp              | Slyp               | Roodhuis      |
| Spijk              | Spyk               | Hennaard      |
| Swaanwerd          | Swaenwert          | Wieuwerd      |
| Tjeintgum          | Tsjeintgum         | Mantgum       |
| Tjeppenboer        | Tsjeppenboer       | Welsrijp      |
| Wammerd            | Wammert            | Oosterlittens |
| Weakens            | Weakens            | Winsum        |
| Westerend          | Westerein          | Welsrijp      |
| Westerlittens      | Littenserbuorren   | Wommels       |
| Wiel               | It Wiel            | Weidum        |
| Wieuwens of Sprong | Wieuwens of Sprong | Oosterlittens |
| Zwarte Beien       | Swarte Beien       | Kubaard       |

## Gemeenteraad
De gemeenteraad van Littenseradiel bestond uit 15 zetels. Hieronder staat de samenstelling van de gemeenteraad sinds 1998:
| SAM Littenseradiel | -  | -  | -  | 5  | 5  |
| CDA                | 5  | 5  | 4  | 4  | 4  |
| FNP                | 3  | 3  | 3  | 4  | 4  |
| VVD                | 2  | 3  | 3  | 2  | 2  |
| PvdA               | 4  | 4  | 5  | -  | -  |
| D66                | 1  | -  | -  | -  | -  |
| Totaal             | 15 | 15 | 15 | 15 | 15 |

### Burgemeesters
Zie Lijst van burgemeesters van Littenseradeel.

## Wateren

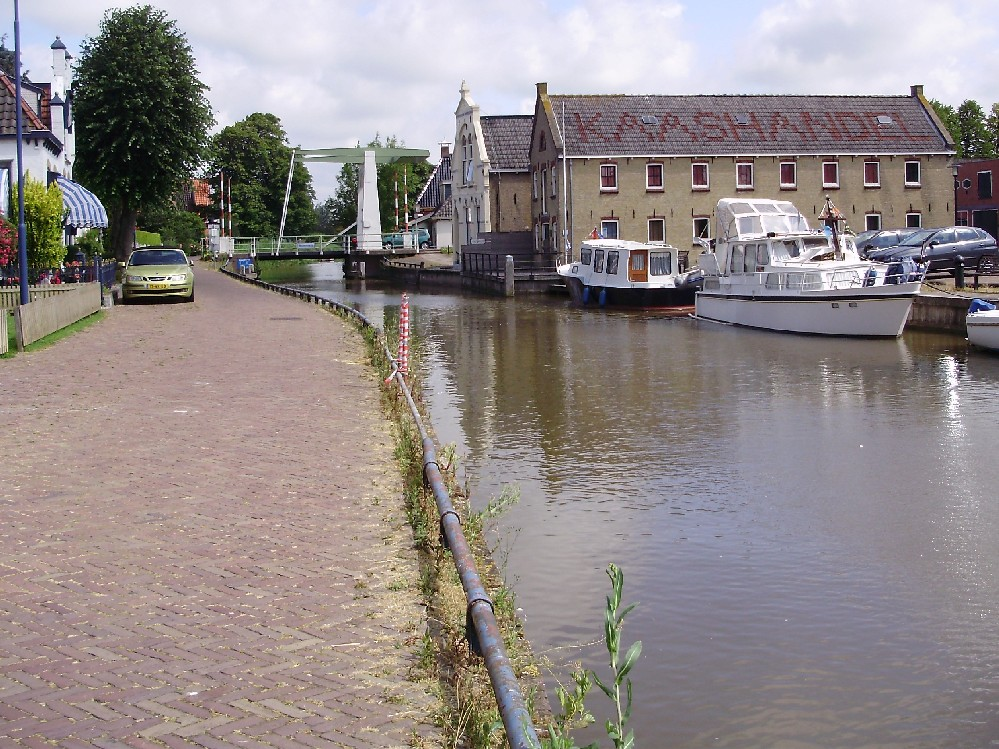
De Bolswardertrekvaart in Wommels (2008)

Sinds 15 maart 2007 zijn in vrijwel alle gemeenten op het vasteland van de provincie Friesland, waaronder de gemeente Littenseradiel, de Friese namen van de oppervlaktewateren de officiële namen (*).

### Kanalen en sloten
In de gemeente Littenseradiel bevonden zich de volgende kanalen, sloten en diverse watergangen:
| Nederlandse naam     | Friese naam*           |
| -------------------- | ---------------------- |
| Baardersloot         | Baarder Sleat          |
| Baijumeropvaart      | Baaiumer Opfeart       |
| Bolswardertrekvaart  | Boalserter Feart       |
| Boxumervaart         | Boksumer Soal          |
| Bozumervaart         | Boazumer Feart         |
| Edenseropvaart       | Ienzer Opfeart         |
| Franekervaart        | Frjentsjerter Feart    |
| Hidaardervaart       | Hidaarder Feart        |
| Hijlaardervaart      | Hilaarder Feart        |
| Huinservaart         | Húnzer Opfeart         |
| Itenseropvaart       | Itenser Opfeart        |
| Jaanvaart            | Jaanfeart              |
| Jorwerdervaart       | Jorwerter Feart        |
| Kubaardervaart       | Kûbaarder Feart        |
| Lathumervaart        | Lathumer Feart         |
| Lionservaart         | Leonzer Opfeart        |
| Lutkewierumeropvaart | Lytsewierrumer Opfeart |
| Mantgumervaart       | Mantgumer Feart        |
| Oosterendervaart     | Eastereinder Feart     |

| Nederlandse naam           | Friese naam*             |
| -------------------------- | ------------------------ |
| Oosterwierumeroudvaart     | Easterwierrumer Aldfeart |
| Oude Kloostervaart         | Kleasterfeart            |
| Oudemeer                   | Aldmear                  |
| Oude Ried                  | Aldrij                   |
| Oude Rijd                  | Aldrij                   |
| Schillaardervaart          | Skillaarder Feart        |
| Sibadavaart                | De Sebeare               |
| Sint-Jacobsvaart           | Sint-Japiksfeart         |
| Slypstervaart              | Slypster Feart           |
| Spannumeropvaart           | Lange Daam               |
| Tzummervaart               | Tsjommer Feart           |
| Van Harinxmakanaal         | Van Harinxmakanaal       |
| Waaksenser Opfeart         | Waaksenser Opfeart       |
| Weidumervaart              | Weidumer Feart           |
| Welsrijperopvaart          | Wjelsriper Opfeart       |
| Wielervaart                | Wielster Feart           |
| Wynservaart                | Wynzer Feart             |
| Zwette of Sneekertrekvaart | De Swette                |

Bron: Website provincie Fryslan 

## Monumenten
In de voormalige gemeente zijn er een aantal rijksmonumenten en oorlogsmonumenten, zie:
- Lijst van rijksmonumenten in de voormalige gemeente Littenseradeel

### Lijst van oorlogsmonumenten in de voormalige gemeente Littenseradiel
De Nederlandse voormalige gemeente Littenseradiel heeft 9 oorlogsmonumenten. Hieronder een overzicht.
| Nr.  | Object                                      | Herdachte groep        | Ontwerper                 | Onthulling    | Type         | Locatie                    | Plaats        | Coördinaten                  | Foto                                      |
| ---- | ------------------------------------------- | ---------------------- | ------------------------- | ------------- | ------------ | -------------------------- | ------------- | ---------------------------- | ----------------------------------------- |
| 228  | Gedenkraam in het gemeentehuis              | overig                 |                           |               | glas-in-lood |                            | Mantgum       | 53° 7' 42" NB, 5° 43' 9" OL  |                                           |
| 229  | Monument voor mr. S.M. van Haersma Buma     | verzet Nederland       | Ir. Marius Frans Duintjer |               | zuil         |                            | Weidum        | 53° 8' 46" NB, 5° 44' 43" OL |                                           |
| 666  | Monument voor Enne Bruinsma                 | verzet Nederland       | R. Hettema                | 4 mei 1949    | plaquette    | Tsjerkebuorren 23, 8734 GX | Easterein     | 53° 5' 50" NB, 5° 37' 11" OL |                                           |
| 668  | Monument voor Andries Joustra               | verzet Nederland       | Auke Hellinga             |               | plaquette    | Tsjerkebuorren 23, 8734 GX | Easterein     | 53° 5' 50" NB, 5° 37' 11" OL |                                           |
| 1634 | Monument bij de begraafplaats 'Skillaerd'   | geallieerde militairen |                           | 29 april 1992 | overig       | Skillaerd 2, 9022 BK       | Mantgum       | 53° 7' 25" NB, 5° 42' 27" OL | Monument bij de begraafplaats 'Skillaerd' |
| 2033 | Monument bij de N.H. kerk                   | verzet Nederland       |                           | 15 mei 1948   | plaquette    |                            | Leons         | 53° 9' 4" NB, 5° 40' 40" OL  |                                           |
| 2523 | Monument in de Johannes de Dooperkerk       | verzet Nederland       |                           | 16 mei 2004   | plaquette    | Skilpaed 1, 9027 BJ        | Hilaard       | 53° 9' 56" NB, 5° 42' 43" OL |                                           |
| 3412 | Plaquette voor Johannes en Sjoukje Dijkstra | verzet Nederland       |                           | 4 juli 2009   | plaquette    | De Dille, 9021 BH          | Easterwierrum | 53° 6' 29" NB, 5° 44' 13" OL |                                           |
| 3655 | Oorlogsmonument                             | burgerslachtoffers     | Monique Verbruggen        | 4 mei 2009    | zuil         | Onderweg, 8723EL           | Kubaard       | 53° 7' 11" NB, 5° 34' 18" OL |                                           |

## Trivia
In 2007, 2010, 2011, 2012, 2013 en 2014 is de gemeente door het Algemeen Dagblad uitgeroepen tot veiligste gemeente.